# Тукан тепуйський
Тукан тепуйський (Aulacorhynchus whitelianus) — вид дятлоподібних птахів родини туканових (Ramphastidae).

## Поширення
Вид поширений в Південній Америці. Мешкає у вологих лісів тепуїв та інших високогір'їв Гвіанського щита (на півдні Венесуели, Гаяни і Суринаму).

## Спосіб життя
Харчується плодами і насінням. Також споживає комах, інших безхребетних і деяких дрібних хребетних.

## Підвиди
Таксон містить три підвиди:
- A. w. duidae Chapman, 1929 — на горі Дуїда (південна Венесуела).
- A. w. whitelianus Salvin & Godman, 1882 — гора Рорайма та сусідні тепуї (південь Венесуели та північно-західна Гаяна).
- A. w. osgoodi Blake, 1941 — на півдні Гаяни.